# Coupe de Tunisie de football 1984-1985
Navigation
Coupe de Tunisie 1983-1984 Coupe de Tunisie 1985-1986
La coupe de Tunisie de football 1984-1985 est la 29e édition de la coupe de Tunisie depuis 1956, et la 54e en tenant compte des éditions jouées avant l'indépendance. Elle est organisée par la Fédération tunisienne de football (FTF).
La finale oppose le Club africain, club jusqu'alors le plus titré de la compétition, au Club sportif de Hammam Lif, qui n'avait plus remporté de titres depuis 1956. Au cours de la séance de tirs au but, ce dernier se montre moins maladroit avec cinq tirs ratés sur huit alors que son adversaire en rate six. Il s'agit de la troisième défaite en finale de la coupe pour le Club africain au cours de la décennie.

## Résultats

### Premier tour éliminatoire
Il concerne les 42 clubs de seconde division. Trente clubs sont qualifiés par tirage au sort et douze se rencontrent pour la qualification de six parmi eux.
- El Gawafel sportives de Gafsa-Ksar - Association sportive Ittihad : 2-2 (t. a. b. : 3-4)
- Étoile sportive de Radès - STIR sportive de Zarzouna : 1-1 (t. a. b. : 7-8)
- Olympique de Béja - Croissant sportif de Redeyef : 1-0
- Stade africain de Menzel Bourguiba - El Ahly Mateur : 2-1
- Espérance sportive de Zarzis - Grombalia Sports : 2-1
- Association sportive de Mahrès - Étoile sportive du Fahs : Forfait

### Deuxième tour éliminatoire
Les matchs suivants sont joués le 11 octobre 1984.
- Étoile sportive de Béni Khalled - Mine sportive de Métlaoui : 1-0
- Sporting Club de Ben Arous - Kalâa Sport : 4-0
- Étoile sportive de Métlaoui - Association sportive de Djerba : 1-0
- Association sportive Ittihad - Club sportif hilalien : 1-0
- Association Mégrine Sport - Progrès sportif de Sakiet Eddaïer : 0-0 (t. a. b. : 3-4)
- Espérance sportive de Zarzis - Club olympique de Sidi Bouzid : 4-3
- Union sportive de Bousalem - Olympique de Médenine : Forfait
- Jeunesse sportive de la Manouba - Club sportif de Menzel Bouzelfa : 1-1 (t. a. b. : 3-5)
- Jeunesse sportive d'El Omrane - STIR sportive de Zarzouna : 1-1 (t. a. b. : 4-5)
- Olympique de Béja - Stade gabésien : 2-0
- Olympique du Kef - La Palme sportive de Tozeur : 2-0
- Club sportif de Makthar - STIA Sousse : 1-2
- Stade nabeulien - Stade africain de Menzel Bourguiba : 0-1
- Sporting Club de Moknine - Football Club de Jérissa : 1-0
- Espoir sportif de Hammam Sousse - El Makarem de Mahdia : 1- 2
- Océano Club de Kerkennah - Avenir populaire de Soliman : 3-1
- Association sportive de Mahrès - Stade soussien : 1-0
- Avenir sportif de Kasserine - Club sportif des cheminots : 2-0

### Troisième tour éliminatoire
Les matchs suivants sont joués le 6 janvier 1985.
- Étoile sportive de Métlaoui - Stade africain de Menzel Bourguiba : 1-0
- Association sportive Ittihad - STIA Sousse : 0-2
- Progrès sportif de Sakiet Eddaïer - Sporting Club de Ben Arous : 2-1
- Espérance sportive de Zarzis - Étoile sportive de Béni Khalled : Forfait
- STIR sportive de Zarzouna - Club sportif de Menzel Bouzelfa : 2-1
- El Makarem de Mahdia - Olympique de Béja : 1-0
- Sporting Club de Moknine - Association sportive de Mahrès : 1-2
- Océano Club de Kerkennah - Union sportive de Bousalem : 2-0
- Avenir sportif de Kasserine - Olympique du Kef : 2-0

### Représentants des ligues régionales
- Baâth sportif d'Essouassi (ligue du Sud)
- Club sportif de Korba (ligue du Cap-Bon)
- Club sportif de Nefta (ligue du Sud-Ouest)
- Widad sportif d'El Hamma (ligue du Sud-Est)
- Avenir sportif Keffois de Barnoussa (ligue du Nord-Ouest)
- Club sportif de Bembla (ligue du Centre-Est)
- Association sportive de l'Ariana (ligue de Tunis)
- Tinja Sport (ligue du Nord)
- Enfida Sports (ligue du Centre)

### Seizièmes de finale
Trente deux équipes participent à ce tour : les neuf qualifiés du tour précédent, neuf représentants des ligues régionales et les quatorze clubs de la division nationale. Les matchs sont joués le 3 mars 1985.
| Équipe 1                          | Équipe 2                            | Score 90' | Score 120' | Tirs au but |
| --------------------------------- | ----------------------------------- | --------- | ---------- | ----------- |
| Avenir sportif de La Marsa        | Association sportive de Mahrès      | 5-1       |            |             |
| Club sportif de Hammam Lif        | Stade sportif sfaxien               | 1-0       |            |             |
| Jeunesse sportive kairouanaise    | Espérance sportive de Tunis         | 0-0       | 1-0        |             |
| STIA Sousse                       | Club olympique des transports       | 1-1       | 1-2        |             |
| Tinja Sport                       | Avenir sportif de Gabès             | 0-0       | 0-0        | 2-0         |
| Club africain                     | Étoile sportive de Métlaoui         | 1-0       |            |             |
| Club sportif de Korba             | Océano Club de Kerkennah            | 0-0       | 0-0        | 2-0         |
| Club athlétique bizertin          | Association sportive de l'Ariana    | 3-1       |            |             |
| Enfida Sports                     | Avenir sportif Keffois de Barnoussa | 0-0       | 1-0        |             |
| Progrès sportif de Sakiet Eddaïer | Club sportif de Nefta               | 1-0       |            |             |
| Baâth sportif d'Essouassi         | Widad sportif d'El Hamma            | 1-0       |            |             |
| El Makarem de Mahdia              | Union sportive monastirienne        | 0-0       | 0-1        |             |
| Club sportif sfaxien              | STIR sportive de Zarzouna           | 1-0       |            |             |
| Étoile sportive du Sahel          | Stade tunisien                      | 1-1       | 2-1        |             |
| Club sportif de Bembla            | Sfax railway sport                  | 1-1       | 1-3        |             |
| Espérance sportive de Zarzis      | Avenir sportif de Kasserine         | 1-1       | 1-1        | 4-5         |

### Huitièmes de finale
| Date          | Équipe 1                       | Équipe 2                          | Score 90' | Score 120' | Tirs au but |
| ------------- | ------------------------------ | --------------------------------- | --------- | ---------- | ----------- |
| 28 avril 1985 | Baâth sportif d'Essouassi      | Club africain                     | 0-4       |            |             |
| 28 avril 1985 | Avenir sportif de Kasserine    | Union sportive monastirienne      | 0-2       |            |             |
| 28 avril 1985 | Sfax railway sport             | Étoile sportive du Sahel          | 0-1       |            |             |
| 28 avril 1985 | Club sportif de Korba          | Progrès sportif de Sakiet Eddaïer | 1-1       | 1-1        | 6-1         |
| 28 avril 1985 | Jeunesse sportive kairouanaise | Enfida Sports                     | 3-1       |            |             |
| 28 avril 1985 | Tinja Sport                    | Club sportif de Hammam Lif        | 1- 2      |            |             |
| 28 avril 1985 | Avenir sportif de La Marsa     | Club olympique des transports     | 1-2       |            |             |
| 28 avril 1985 | Club athlétique bizertin       | Club sportif sfaxien              | 0-1       |            |             |

### Quarts de finale
| Date        | Équipe 1                      | Équipe 2                       | Score 90' | Score 120' | Tirs au but |
| ----------- | ----------------------------- | ------------------------------ | --------- | ---------- | ----------- |
| 19 mai 1985 | Club sportif sfaxien          | Étoile sportive du Sahel       | 2-1       |            |             |
| 19 mai 1985 | Club olympique des transports | Jeunesse sportive kairouanaise | 0-0       | 0-0        | 4-3         |
| 19 mai 1985 | Club sportif de Hammam Lif    | Club sportif de Korba          | 4-2       |            |             |
| 19 mai 1985 | Union sportive monastirienne  | Club africain                  | 0-0       | 0-1        |             |

### Demi-finales
| Date        | Équipe 1                   | Équipe 2                      | Score 90' | Score 120' | Tirs au but |
| ----------- | -------------------------- | ----------------------------- | --------- | ---------- | ----------- |
| 26 mai 1985 | Club africain              | Club sportif sfaxien          | 1-0       |            |             |
| 26 mai 1985 | Club sportif de Hammam Lif | Club olympique des transports | 0-0       | 0-0        | 2-1         |

### Finale
| Date          | Équipe 1                   | Équipe 2      | Score 90' | Score 120' | Tirs au but |
| ------------- | -------------------------- | ------------- | --------- | ---------- | ----------- |
| 1er juin 1985 | Club sportif de Hammam Lif | Club africain | 0-0       | 0-0        | 3-2         |

La rencontre est dirigée par l'arbitre Naceur Kraïem avec l'assistance d'Ali Ben Nceur et Fethi Agrebi (Boussetta), alors que Mohieddine Ouertani est quatrième arbitre.
Les formations alignées sont :
- Club sportif de Hammam Lif (entraîneur : Dietscha Stefanovic) : Sahbi Sebaï - Houcine Soula, Lotfi Guizani, Noureddine Bousnina, Fayçal Jelassi, Kamel Seddik, Nabil Tasco, Karim Kasri, Riadh Kasri (puis Habib Laghmoud), Mounir Sehili, Mansour Bejaoui (puis Khaled Khiari)
- Club africain (entraîneur : André Nagy) : Mokhtar Naili (puis Slah Fessi) - Lotfi Mhaissi, Mohamed Naceur Amdouni (puis Habib Gasmi), Moncef Chargui, Kamel Chebli, Mounir Metoui, Abdallah Hammami, Adel Sassi, Khaled Touati, Hédi Bayari, Lassaâd Abdelli

## Meilleur buteur
Hédi Bayari (CA) est le seul buteur à avoir marqué trois buts dans cette compétition.